# Escobaria missouriensis
Escobaria missouriensis är en kaktusväxtart som först beskrevs av Robert Sweet, och fick sitt nu gällande namn av David Richard Hunt. Escobaria missouriensis ingår i släktet Escobaria och familjen kaktusväxter.

## Underarter
Arten delas in i följande underarter:
- E. m. asperispina
- E. m. missouriensis
- E. m. marstonii
- E. m. robustior
- E. m. similis

## Bildgalleri

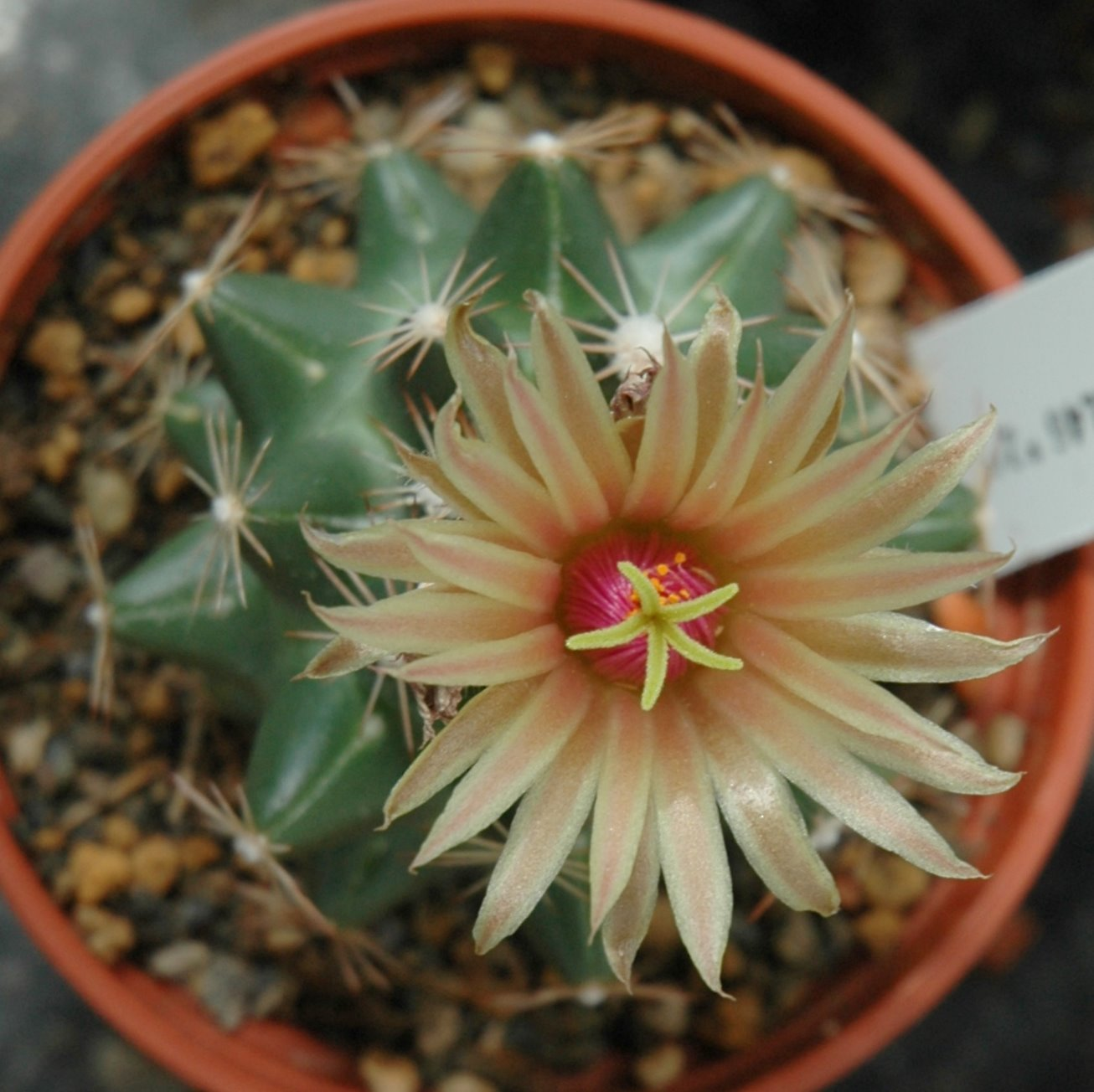
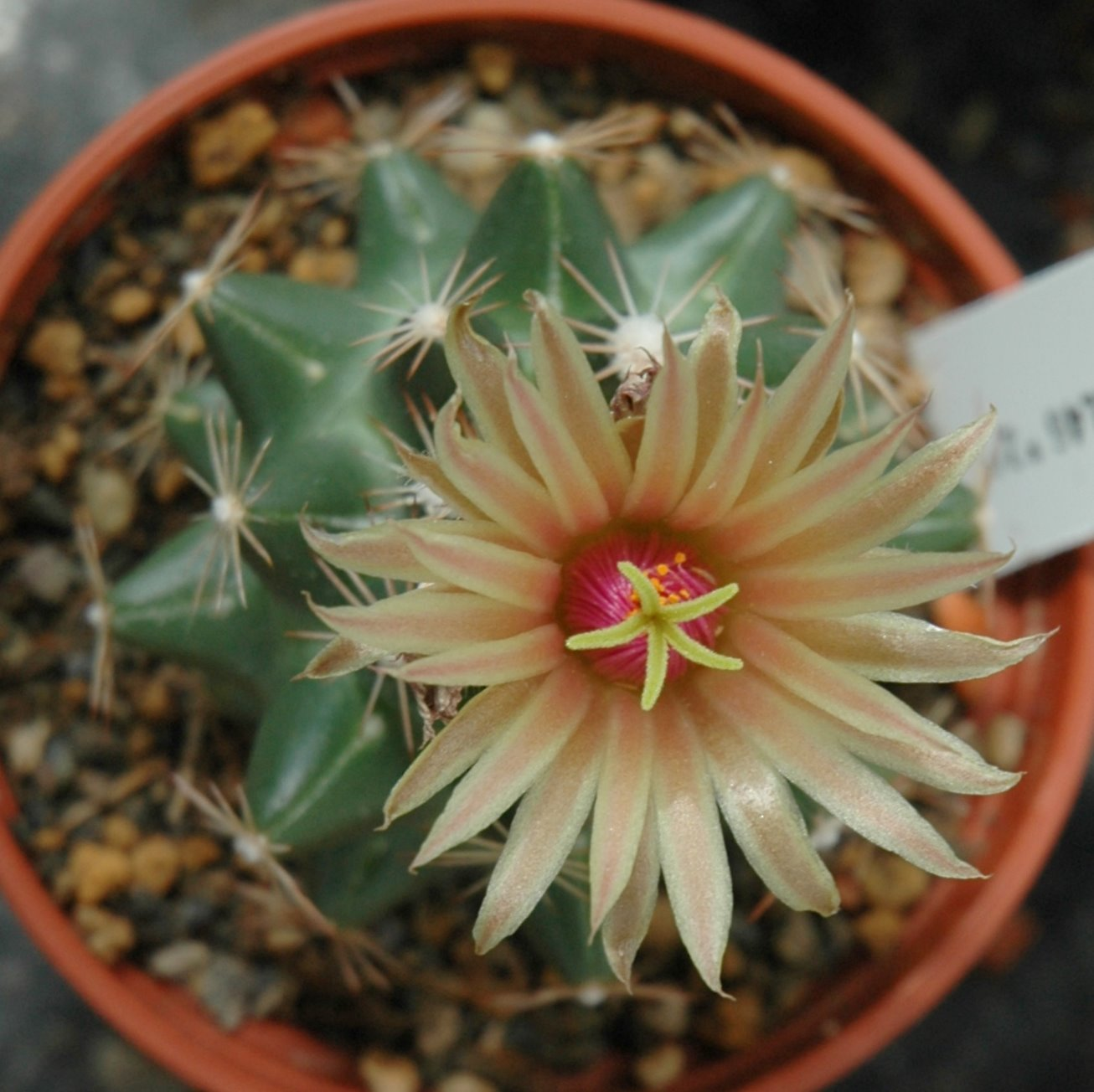
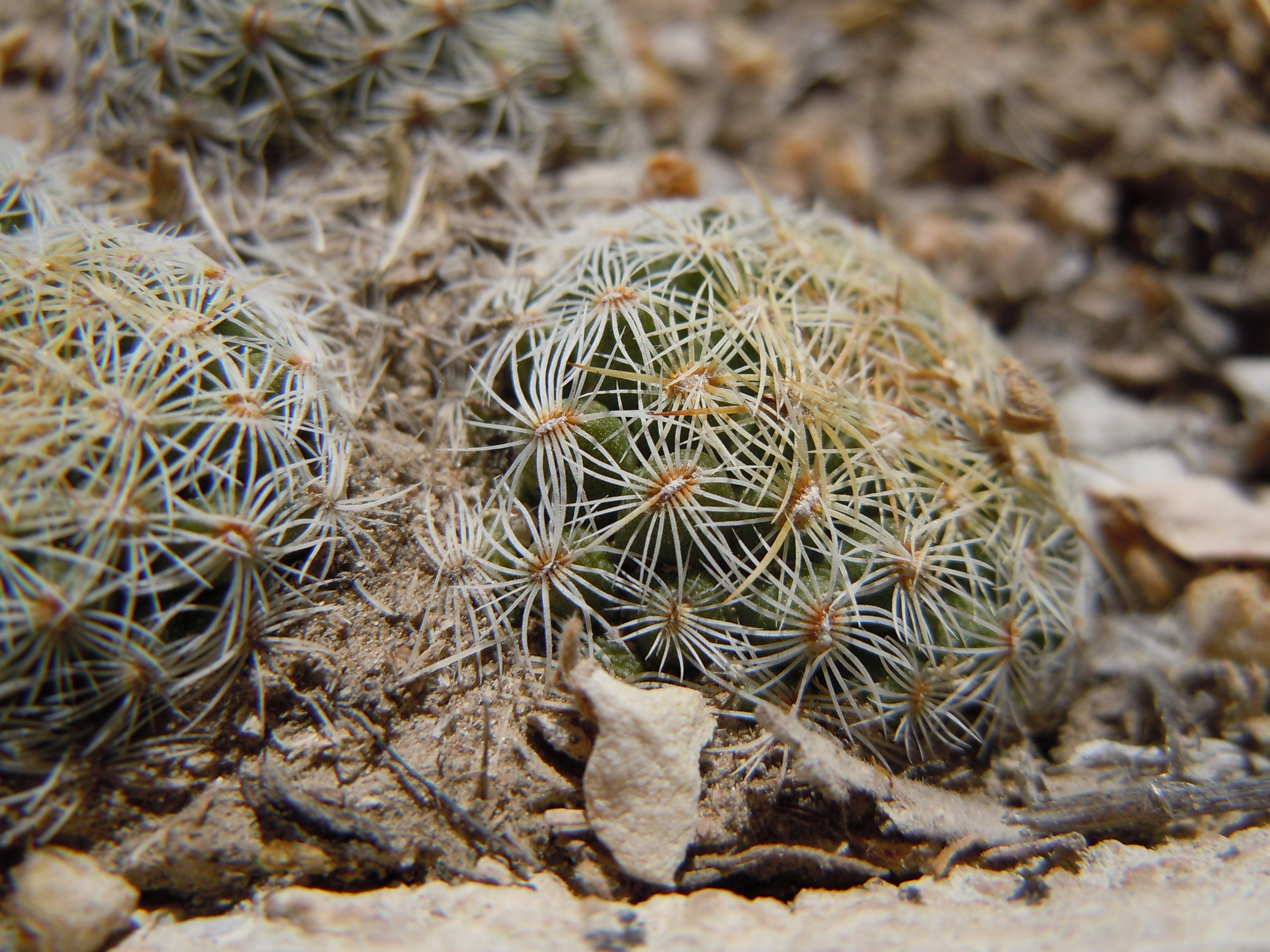
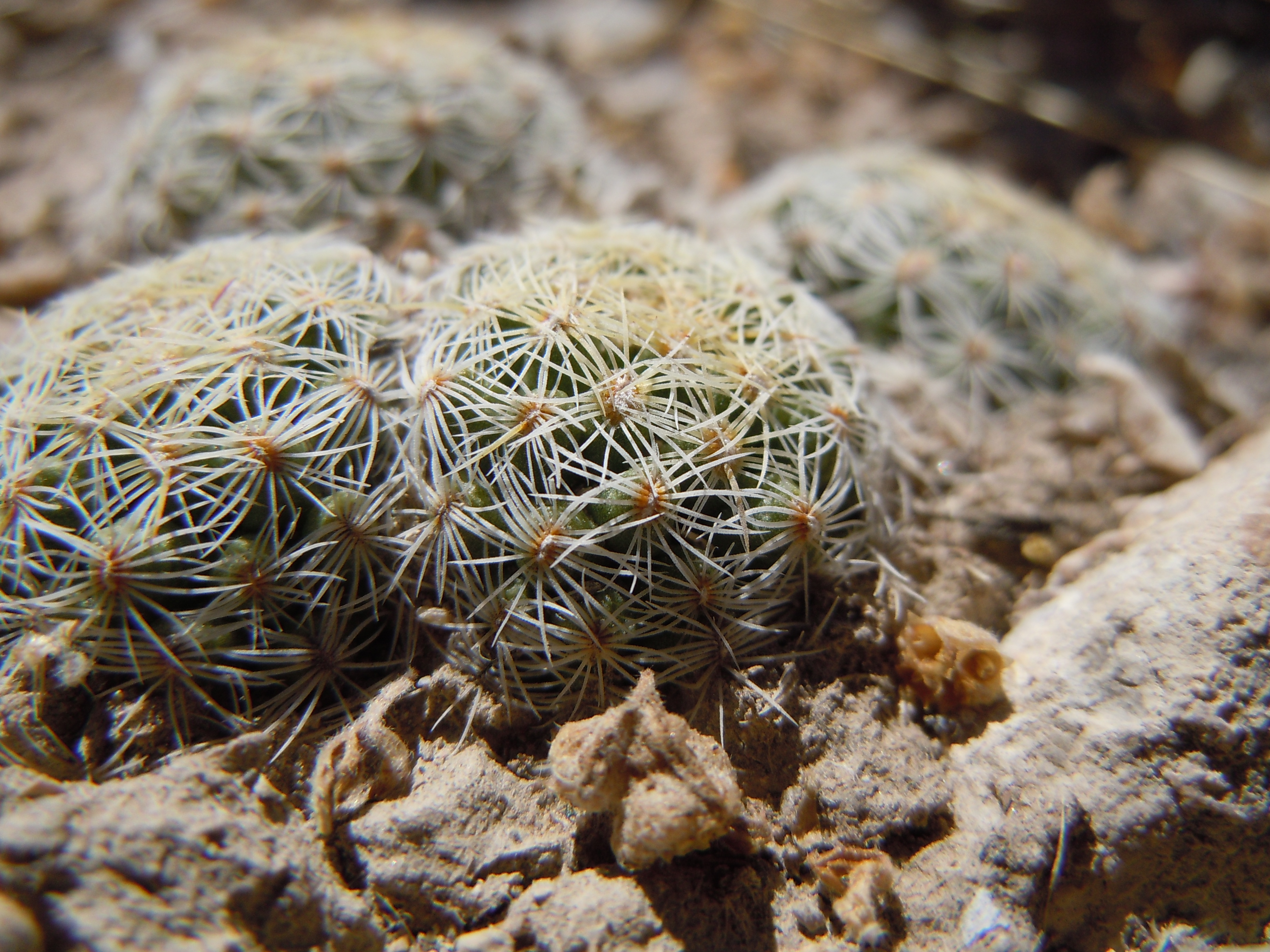
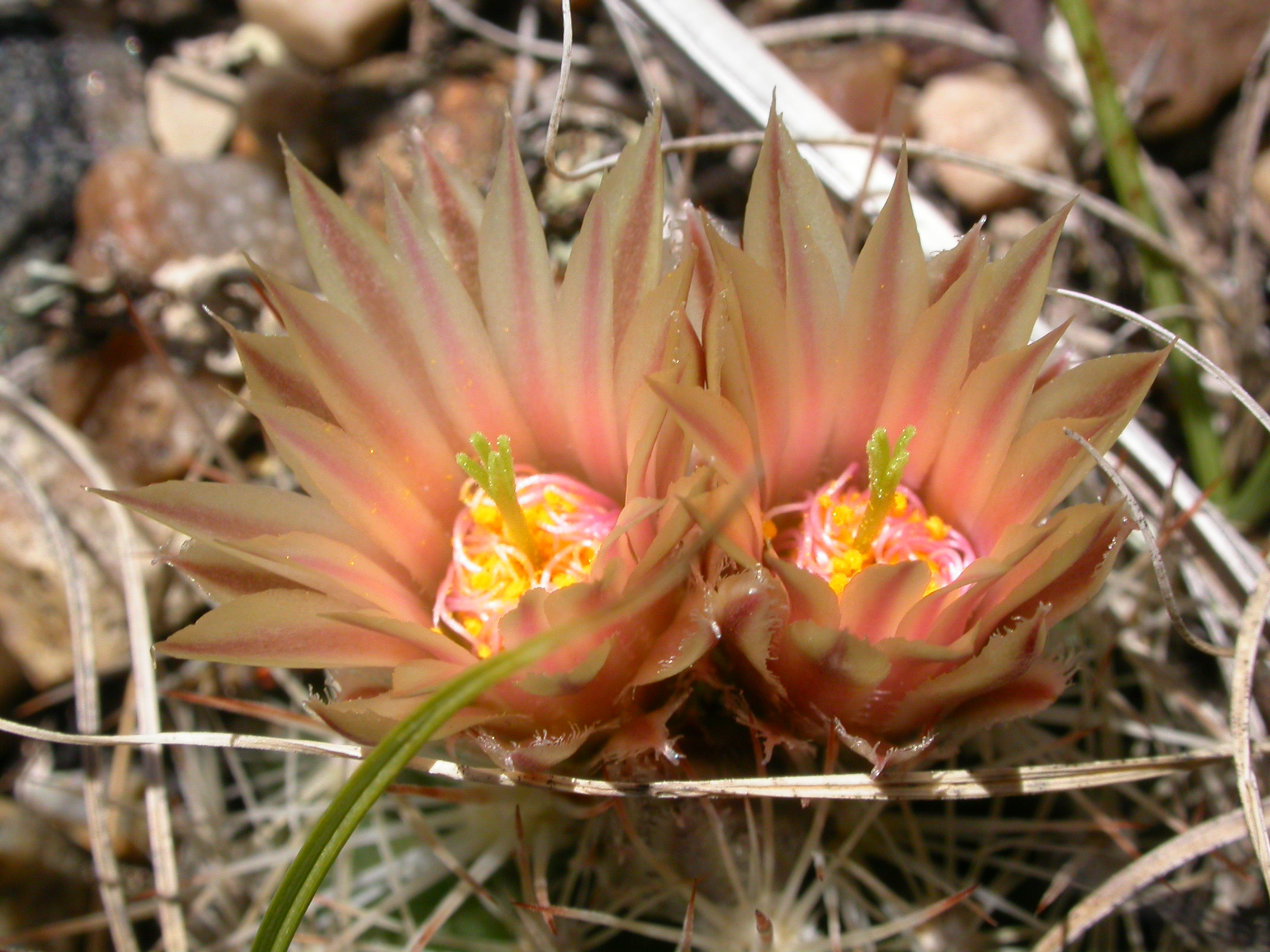
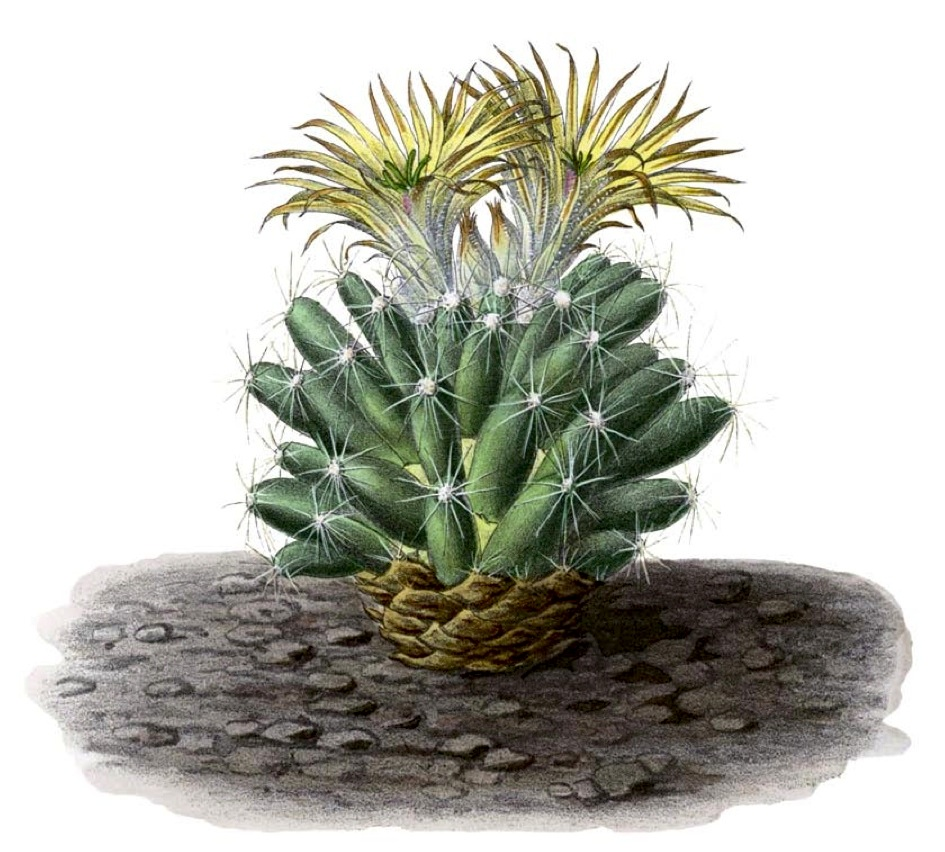